# Восковая скульптура

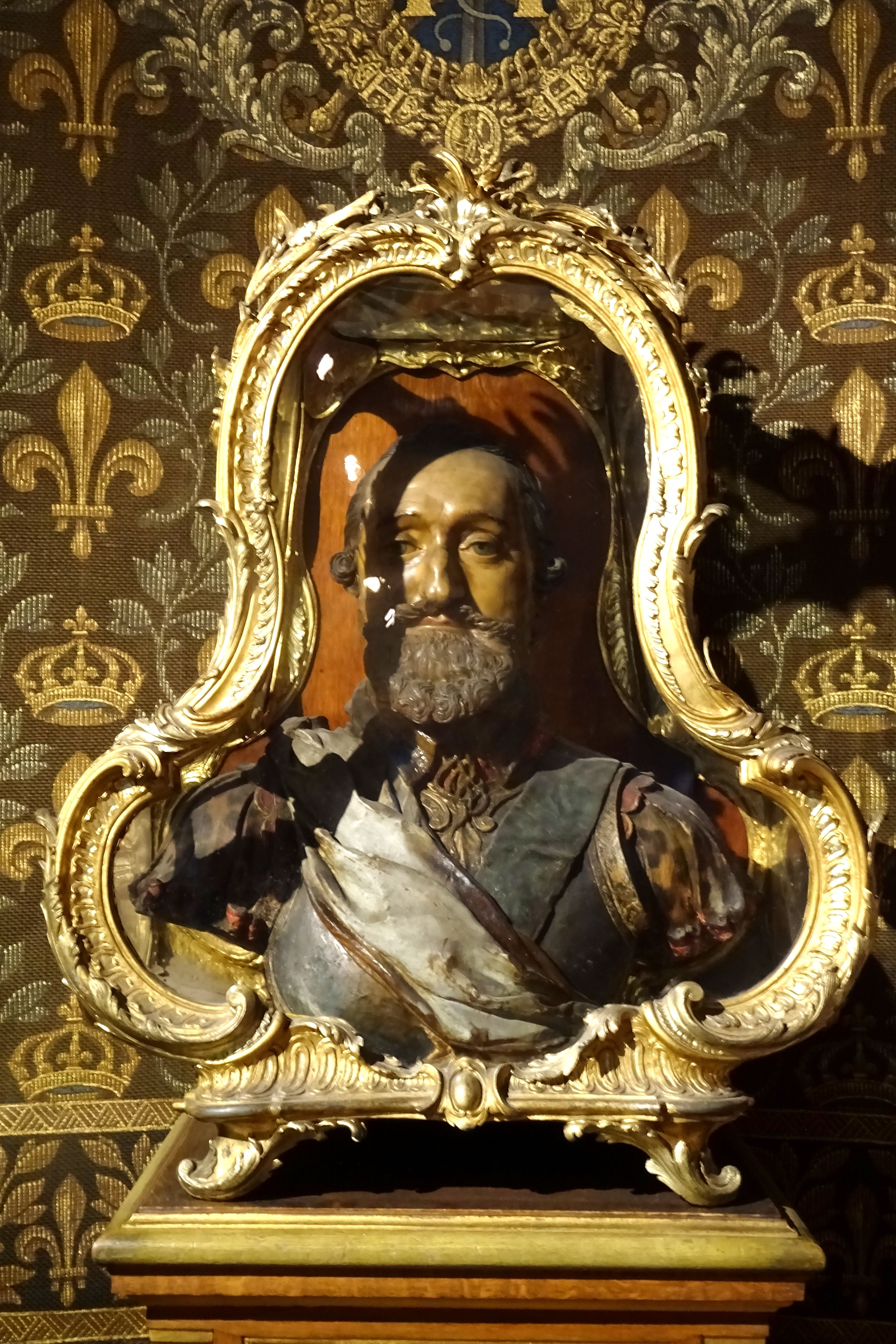
Восковой бюст Генриха IV, 1620-е годы

Восковая скульптура, скульптура из воска, керопластика (от лат. сега — воск и греч. plasticë — ваяние) — изготовление скульптур и статуй из воска.
Подобные статуи называются «восковая фигура», «восковая персона». См. Музей восковых фигур.

## История
Воск — один из древнейших материалов для ваяния. Восковые фигуры божеств использовались в погребальных обрядах древних египтян и помещались среди других подношений в их могилы; многие из них сейчас хранятся в музеях. Восковые фигурки лепили и древние греки. Воск со временем стал важнейшим подготовительным материалом для литья металлических (бронзовых) статуй. См. Литьё по выплавляемым моделям.
Восковые маски предков в Древнем Риме были важнейшей частью погребальных церемоний и почитания рода. Они же, со своим реализмом, дали важнейший толчок развитию такого явления, как римский скульптурный портрет.

### Средневековье
Создание восковых фигур в натуральную величину с использованием аутентичной одежды появилось из погребальных традиций европейских монархий. В Средние века было принято нести тело умершего члена королевской семьи в полном одеянии на крышке гроба, что в жаркую погоду приводило к нежелательным последствиям. В качестве замены разлагающемуся человеческому телу стали использоваться эффигии из воска в настоящей одежде. При этом изготавливать требовалось только открытые части тела: голову и руки. После похорон восковая фигура часто оставалась рядом с гробницей или в другом месте церкви и становилась предметом интереса посетителей, в том числе с платным доступом.
Музей Вестминстерского аббатства в Лондоне располагает коллекцией восковых эффигий британских монархов, начиная с Эдуарда III (умер в 1377 году), см. ниже.
Отдельное явление — литье фигурок из воска для проведения над ними магических обрядов с целью сглаза.

### Ренессанс
В эпоху Ренессанса в Италии развитию ренессансного портрета способствовало то, что в церквях помещались многочисленные портретные восковые фигуры ex voto — помещённые по обету, реалистически одетые и раскрашенные, в рост человека, а порой и конные (см. Вотивные портреты). Особенно подобными фигурами из воска (immagini di cera), которые называли и просто voti, славилась флорентийская церковь монахов-сервитов Сантиссима-Аннунциата. Их было так много, что в 1401 году Синьория разрешила такие подношения только гражданам-членам старейших цехов. В 1447 году важнейшие восковые фигуры были прибраны и расставлены в порядке в трансепте по обе стороны хора. Их располагали на специальных подмостках palchi, и они закрывали собой вид на семейные капеллы, что вызывало жалобы их владельцев, и поэтому конные фигуры пришлось перенести на другую сторону храма. Особо почетные места занимали отдельные фигуры, другие подвешивались к своду нового храма-ротонды. Там были не только мужские, но и женские портреты. Кроме флорентийцев отметились и гости города, например, король Дании Христиан I. В 1530 году в этой церкви находилось 600 фигур в натуральную величину.
Также в это время практиковалось снятие масок с умерших. Технически его усовершенствовал Верроккьо. Известно имя мастера Орсино Бенинтенди, который изготовил восковые изображения Лоренцо Медичи, которые заказали его друзья после заговора Пацци и гибели его брата Джулиано Медичи.
Создание восковых моделей скульптуры (а также гипсовых и т. п.) одновременно развивалось как важнейшая подготовительная стадия создания обычных скульптур, не связанных с погребальными обрядами. Бронзовые медальоны Пизанелло , Франческо Франчиа и других известных медальеров обязаны своим качествам свойствам воска: все ранние бронзовые и металлические изделия сначала отливались с восковых моделей. До сих пор сохранились две восковые модели работы Баччо Бандинелли — «Геркулес и Какус» (Музей Боде), и «Нептун» (Музей Фабра). В Национальном музее Барджелло во Флоренции хранится единственная сохранившаяся восковая модель Бенвенуто Челлини «Персей с головой Медузы».

### Новое время
Одновременно искусство ваяния из воска развивалось как самостоятельное. Скульпторов привлекала фактура материала, а также возможность натуроподобного раскрашивания. Сохранился ряд очень качественных восковых фигур XVI и XVII веков, в основном портретные фигуры и религиозные или мифологические сцены, часто с большим количеством фигур. Антонио Абондио (1538—1591) был пионером цветной восковой портретной миниатюры в рельефе, работая в основном для Габсбургов и других дворов Северной Европы, а его сын Алессандро продолжил его дело.
В европейских монархиях, включая французскую, также распространилось увлечение восковыми фигурами. Французский придворный художник и скульптор Антуан Бенуа (1632—1717) создал фигуру короля Людовика XIV. В своём парижском доме Бенуа выставил коллекцию из 43 восковых скульптурных портретов лиц королевского круга. Впоследствии король позволил демонстрировать эти восковые фигуры по всей Франции. Мастерство Бенуа получило такое признание, что король Англии Яков II в 1684 году пригласил художника создать собственную фигуру и нескольких придворных. Пётр I, впечатлённый выставкой в Версале, заказал собственный скульптурный портрет в сидячем положении, сохранившийся до настоящего времени. В 1740 году восковые фигуры датских короля и королевы создал придворный художник Йоганн Саломон Валь.
К концу XVIII века моделирование медальонных портретов и рельефных групп, последние часто были полихромными, было в значительной моде по всей Европе. Многие художники были женщинами. Джон Флаксман выполнил в воске множество портретов и других рельефных фигур, которые Джозайя Веджвуд перенес в керамику.
Воск активно использовался анатомами как средство воспроизведения частей человеческого тела, что началось во эпоху Ренессанса во Флоренции (см. Officina ceroplastica fiorentina). Это же делали в предыдущие века для создания вотивных предметов (восковые и другие изображения больных частей тела — ног, рук, и т. п. жертвовались в храмы), но теперь это перешло на научную основу. Болонья, со своим ведущим университетом, стала важным центром анатомического воскового моделирования в XVIII веке, с такими скульпторами, как Эрколе Лелли, Джованни Мандзолини и его жена Анна Моранди Мандзолини. В музее Палаццо Поджи выставлены восковой портрет её мужа, препарирующего сердце, и её самой, препарирующей мозг, а также анатомические модели глаза. В анатомическом зале также выставлена серия фигур Эрколе Лелли и копия некогда знаменитой Венеры Медичи флорентийца Клементе Сузини. В музее Венского медицинского университета хранится большая коллекция восковых моделей Сузини, а в Болонском университете находится Музей анатомических восковых фигур Луиджи Каттанео.
Восковые скульптуры цветов и фруктов были популярны в 1840-х и 1850-х годах в Британии.

### Лондон
Демонстрация временных или постоянных скульптур усопших из воска и других материалов была обычной частью похоронных церемоний важных людей в Новое время в Европе. Благодаря этому в музее Вестминстерского аббатства есть коллекция британских королевских восковых фигур таких людей, как адмирал Горацио Нельсон и Френсис Стюарт, герцогиня Ричмондская (вместе с которой на обозрение выставлено чучело её попугая). Начиная с похорон Карла II в 1680 году, фигуры монархов не располагались на гробе, а изготавливались специально для посмертной демонстрации. Эффигия Карла II, стоящая, с открытыми глазами, была доступна для публики до начала XIX века, когда все эффигии были удалены из аббатства. Фигура адмирала Нельсона, созданная через год после его смерти в 1805 году, стала исключительно туристической достопримечательностью, причём его могила вообще находилась не в Вестминстерском аббатстве, а в Соборе Святого Павла, где по решению правительства должны были хоронить важных исторических деятелей. Заботясь о доходах, аббатство решило создать собственную достопримечательность, посвящённую Нельсону.
Музей восковых фигур Королевского двора Англии, в котором было выставлено 140 скульптур в натуральную величину, в некоторых случаях, имевших движущиеся части, открылся на Флит-стрит в Лондоне в 1711 году. С 1770 по 1802 годы в Париже работал музей восковых фигур французских королей и придворных Cabinet de Cire, открытый Филиппом Кюртюсом. В 1783 году его дополнила Caverne des Grandes Voleurs («Пещера великих воров»), один из первых «музеев ужасов». Коллекция была завещана Марии Тюссо, которая во время Великой французской революции сделала несколько посмертных масок казнённых членов королевского двора.
В категорию массовой культуры это искусство перешло благодаря прорыву Марии Тюссо, основавшей в 1835 году первый Музей мадам Тюссо в Лондоне. Далее см. Музей восковых фигур.

### Наши дни
Восковые фигуры часто создают современные художники, которые используют их реалистичные и сверхъестественные качества. Хотя художники часто делают восковые автопортреты, есть также примеры портретов воображаемых личностей и исторических персонажей. Например, Гэвин Терк создал портрет Сида Вишеса («Поп», 1993), Ян Фабр — печально известного вора (дань уважения Жаку Месрину (Bust) II, 2008) Бронзовая скульптура Элинор Крук «Санта-Медицина» в Музее науки в Лондоне имеет восковую «пациентку».

## Знаменитые произведения
- Маленькая четырнадцатилетняя танцовщица Эдгара Дега (1879—1881)
- Флора (скульптура) (en), якобы работа Леонардо да Винчи
- Конь и всадник (en), якобы работа Леонардо да Винчи
- A Pound of Flesh for 50p (2014)

В России:
- Восковая персона Петра I (1725)
  - Книга о ней: «Восковая персона» — повесть Юрия Тынянова.
- Портретный бюст Г. Потемкина, автор Георг Генрих Кёниг, 1780-е, Музей-квартира А. Н. Толстого, Москва.
- Аналогично в собрании Исторического музея[7]
- Анатомическая восковая Венера  в коллекции усадьбы Останкино[8]